# 야에스 FT-817

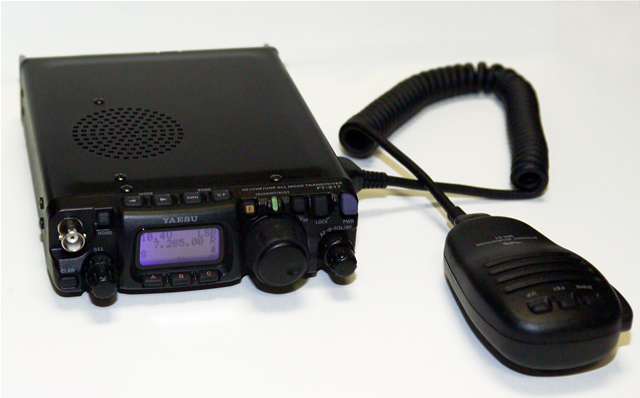
Yaesu FT-817

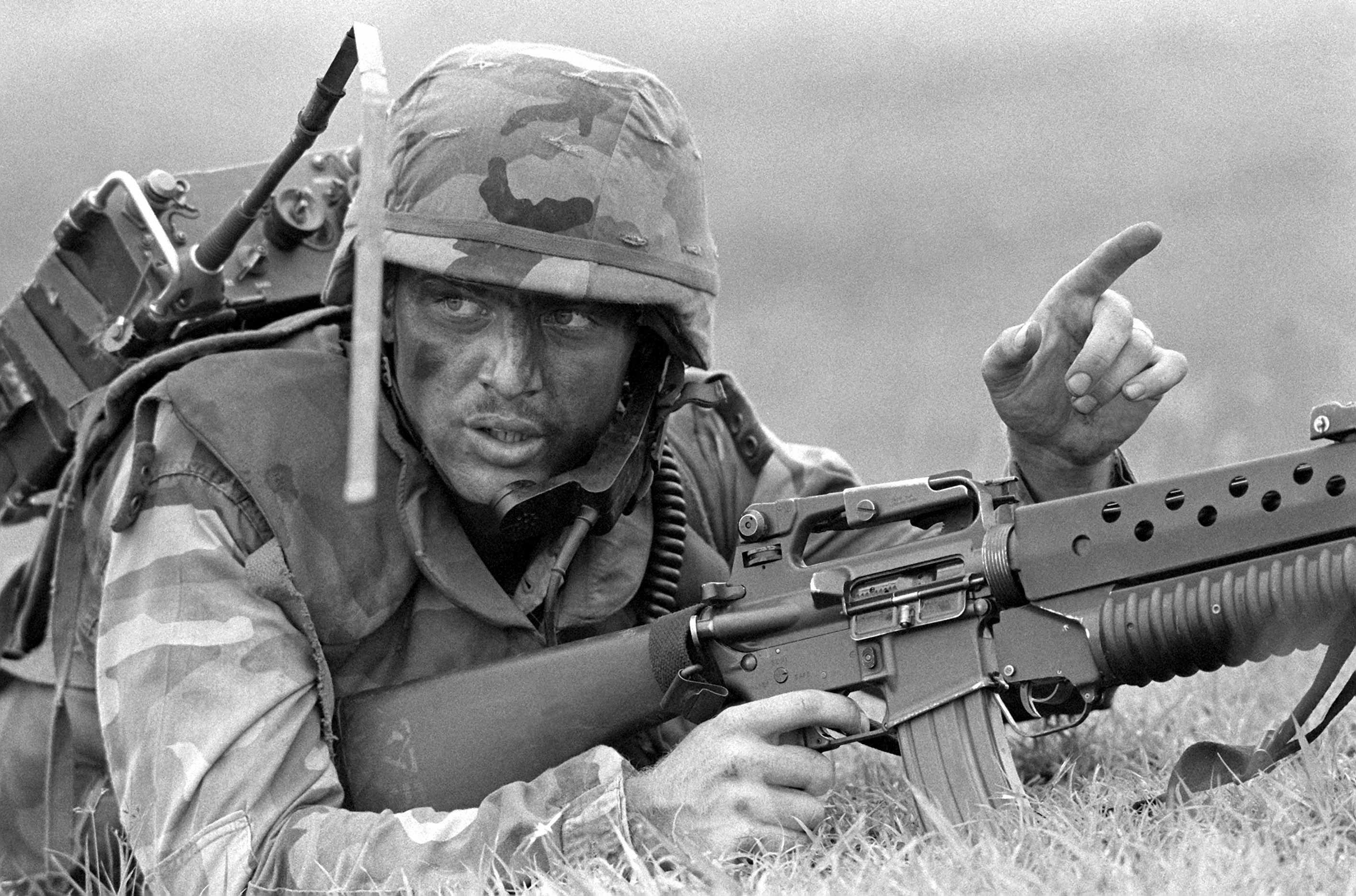
FT-817은 PRC-77 배낭형 군용 무전기의 민간용 버전이다.

야에스 FT-817(Yaesu FT-817)은 일본 야에스가 생산하는 아마추어 무선용 무전기이다. 버텍스 스탠다드가 생산했지만, 야에스에 인수합병되었다.
FT-817은 FT-857, FT-897과 동일한 기본회로를 사용한다. 업그레이드 된 FT-817(N)D는 2004년에 출시되었다.
FT-817은 세계적으로 유명한 QRP 무전기이다. 이베이에서 650달러(70만원) 정도에 판매된다. 해외 직구시 관세는 면제된다. 부가세만 내면 물품을 수령할 수 있다.  
전세계의 대부분의 육군 중대에서는 PRC-77 배낭형 무전기를 사용한다. PRC-77은 주로 군사용 밴드를 사용하지만, 50Mhz 아마추어 밴드에서 FM 모드로, 송신출력 2W, 교신거리 8km까지 민간인들과의 교신이 가능하다. FT-817은 50Mhz 아마추어 밴드에서 FM 모드로, 송신출력 5W로 교신이 된다. 역시 배낭형으로 멜 수 있다.
- PRC-77, 군사용, 50Mhz, FM 모드, 송신출력 2W, 무게 6.7 kg
- FT-817, 민간용, 50Mhz, FM 모드, 송신출력 5W, 무게 1.2 kg

QRP는 저출력으로 장거리 교신을 하는 아마추어 무선의 분야인데, 송신출력 5W인 FT-817 무전기로 20,000 km 떨어진 곳과 HF 밴드에서 SSB 모드로 장거리 교신에 성공했다는 자랑들이 유튜브 등 인터넷에 종종 올라온다.
아마추어 무선에서는 보통 이러한 모바일 무전기는 자동차에 장착하거나 목에 걸고다니거나 배낭에 넣어서 안테나만 뽑아서 교신을 하기도 한다.
야에스 FT-817 모델은 SOTA(Summits On The Air), 즉 산 정상 교신에서도 유용하게 쓰인다. 배터리가 내장형이기 때문에 무전기와 안테나만 들고 산에 올라가서 교신할 수 있다.  
한국에서는 FT-817모델이 정식수입된적이 있다. 회사는 옵티텍이라는 회사에서 정식수입을 하였으며, FT-817모델이 한국에 들어왔다.   

## 제원
- 수신주파수: 100 kHz-30 MHz, 50 MHz-54 MHz, 76 MHz-108 MHz (WFM), 108 MHz-154 MHz, 420 MHz-450 MHz
- 송신주파수: 160 - 6 Meters, 2 Meters, 70 Centimeters (아마추어 밴드), 5.1675 MHz 알래스카 비상주파수(미국버전만), 60M밴드(FT-817ND전용,FT-817모델에서는 지원하지 않는다.)
- 전원: 13.8 V DC @ transmit 2A, @ receive 450mA.
- 전압: 8 - 16V (AA 알카라인 배터리: 12V; 니카드 배터리: 9,6V)
- 튜닝: 100 Hz AM, FM, WFM; 10 Hz SSB, CW switchable
- 크기: 13.5 x 4 x 16.8 cm
- 무게: 1.2 kg, 알카라인 배터리, 안테나 포함
- 모드: CW, SSB, AM, FM, Digital mode
- 송신출력: 5W (SSB,CW,FM), 1.5W (AM, 휴대시) @ 13.8V
- 스피커출력: 1 W @ 10% THD, 8 Ohms